# Pomaret
Pomaret (italià Pomaretto) és un municipi italià, situat a la regió del Piemont. L'any 2007 tenia 1.085 habitants. Està situat a la Vall Chisone, una de les Valls Occitanes. Forma part de la Comunitat Muntanyenca Vall Chisone i Vall Germanasca. Limita amb els municipis de l'Envèrs de Pinascha, Peirosa, Perrero i Pramollo.

## Administració
| Període | Identitat               | Partit        |
| ------- | ----------------------- | ------------- |
| 2004-   | Elio Giuseppe Coutandin | Llista cívica |

## Personatges il·lustres
- Pau Ferrièr, polític italià, Ministre de la Solidaritat Social (del 17 de maig de 2006 fins al 7 de maig de 2008) i actual Secretari de Rifondazione Comunista.